# Elevační úhel
Elevační úhel při šikmém vrhu je úhel mezi vektorem počáteční rychlosti a vodorovnou rovinou.
Na elevačním úhlu závisí délka a výška šikmého vrhu. Největší délky se při hodu ve vakuu dosáhne při úhlu 45°, pro hod ve vzduchu (tzn. s nezanedbatelným odporem vzduchu) je tento úhel o něco nižší. (Přesná hodnota závisí na konkrétních podmínkách, zhruba se může pohybovat kolem 35°.)